# Кузьменко Микита
Микита Кузьменко (29 жовтня 1989, Київ) — український кінооператор.

## Біографія
Закінчив Київський національний університет театру, кіно і телебачення імені Івана Карпенка-Карого за спеціальністю кінооператор. Після закінчення університету отримав грант та ще три роки навчався у Польщі, у кіношколі Анджея Вайди, на режисурі документальних фільмів. Після цього працював у кіно та рекламі асистентом оператора у Швеції, Естонії та Данії. Двічі працював з оператором Тімо Салміненом.

## Кар'єра
Серед кінооператорських робіт у повнометражному кіно фільм «Жива ватра», який у 2015 році отримав спеціальну нагороду журі на фестивалі документального кіно Hot Docs у Торонто. У 2017 році фільм переміг у двох номінаціях української національної премії «Золота дзиґа», у тому числі за операторську роботу. В іншому повнометражному фільмі «Давай танцюй!» він уперше виступив як оператор-постановник.
Знімав музичні кліпи Джамали («Запуталася»), Софі Віллі (Connected), Єви Бушміної («Не преступление»), Dua Lipa («Illusion»).

## Фільмографія

### Фільми
| Рік  |    | Українська назва        | Оригінальна назва | Роль                 |
| ---- | -- | ----------------------- | ----------------- | -------------------- |
| 2013 | кф | Коріння. СНИ.           |                   | оператор-постановник |
| 2013 | кф | Dreamjob                |                   | оператор-постановник |
| 2015 | кф | Жива ватра              |                   | оператор-постановник |
| 2016 | кф | Solatium                |                   | оператор-постановник |
| 2018 | кф | Батьківський день       |                   | оператор-постановник |
| 2018 | кф | Mia Donna               |                   | оператор-постановник |
| 2019 | кф | «Дух лісу»              |                   | оператор-постановник |
| 2019 | кф | Unexplainable Substance |                   | оператор-постановник |
| 2021 | ф  | Водуруду                |                   | оператор-постановник |
| 2022 | кф | Памфір                  |                   | оператор-постановник |
| 2024 | ф  | Під вулканом            | пол. Pod wulkanem | оператор-постановник |

### Музичні відео
| Рік  | Назва                        | Виконавець                  | Роль                 |
| ---- | ---------------------------- | --------------------------- | -------------------- |
| 2017 | «Антарктида»                 | The Hardkiss                | оператор-постановник |
| 2017 | «Не твоя вина»               | Анна Сєдокова               | оператор-постановник |
| 2017 | «Кораблі»                    | The Hardkiss                | оператор-постановник |
| 2018 | «Дай мне»                    | NK                          | оператор-постановник |
| 2018 | «Глубоко»                    | MONATIK і DOROFEEVA         | оператор-постановник |
| 2018 | «Lomala»                     | NK                          | оператор-постановник |
| 2018 | «Hasta la Vista»             | Мішель Андраде              | оператор-постановник |
| 2019 | «LOVE IT ритм»               | MONATIK                     | оператор-постановник |
| 2019 | «Kintsugi»                   | Pokaz Trio                  | оператор-постановник |
| 2019 | «Каждый раз»                 | MONATIK                     | оператор-постановник |
| 2020 | «Juro que»                   | Розалія                     | оператор-постановник |
| 2020 | «Flames»                     | R3hab, Zayn і Jungleboi     | оператор-постановник |
| 2020 | «Ритм»                       | MONATIK                     | оператор-постановник |
| 2020 | «Cotton Candy»               | Yungblud                    | оператор-постановник |
| 2020 | «gorit»                      | DOROFEEVA                   | оператор-постановник |
| 2021 | «Up»                         | Cardi B                     | оператор-постановник |
| 2021 | «Wild Side»                  | Normani і Cardi B           | оператор-постановник |
| 2021 | «Rumors»                     | Ліззо і Cardi B             | оператор-постановник |
| 2021 | «One Right Now»              | Post Malone і The Weeknd    | оператор-постановник |
| 2022 | «In My Head»                 | Eva Tronza                  | оператор-постановник |
| 2022 | 2am                          | Foals                       | оператор-постановник |
| 2022 | As It Was                    | Гаррі Стайлс                | оператор-постановник |
| 2022 | «Love You Better»            | Future                      | оператор-постановник |
| 2023 | I'm Not Here to Make Friends | Сем Сміт                    | оператор-постановник |
| 2023 | «Party Girls»                | Вікторія Моне і Бужу Бентон | оператор-постановник |
| 2023 | «Attention»                  | Doja Cat                    | оператор-постановник |